# Cetuń
Cetuń (niem. Zetthun) – wieś w Polsce położona w województwie zachodniopomorskim, w powiecie koszalińskim, w gminie Polanów.
W latach 1975–1998 miejscowość administracyjnie należała do województwa koszalińskiego.

## Historia
Pierwsza wzmianka o miejscowości Sathun pada w dokumentacji z 1346 r. Kolejne zmiany zapisów w oficjalnych, historycznych zapiskach to: Czattun (1456), Sattun (1506), Zathun (1524), Zethun (1779-1785), Zetthun (1836), Zettun (1896). 
Właścicielami historycznego Cetunia od XV w. był ród von Glasenapp, do którego należały te ziemie na zasadzie lenna. Rób utracił swoje lenno w 1833 r. na rzecz doktora Fleischera. Nowy właściciel oddał ziemie pod dzierżawę, a w 1852 r. sprzedał je ekonomiście Langemu. Ten w 1855 r. sprzedał je Ullmanowi Friedrichowi Wedigowi Udo von Ramin. 
Majątek jeszcze wielokrotnie zmieniał właściciela m.in.: w 1910 r. i 1914 r., kiedy to trafił do Oscara Caminneciego, który zlecił budowę neogotyckiego pałacu. 
Caminneci był właścicielem do końca II wojny światowej. Po 1945 r. majątek przeszedł na własność Skarbu Państwa Polskiego. Wówczas dobra podzielono - pałac wraz z parkiem stał się własnością Wydziału Zdrowia i Opieki Społecznej Urzędu Wojewódzkiego w Koszalinie, a folwark przynależał do Państwowego Ośrodka Hodowli Zarodowej.

## Zabytki
Neogotycki murowany pałac z XIX w. wybudowany dla Oskara Ceminneciego. Pierwsza rozbudowa nastąpiła w I poł. XX w. Kolejny znaczący remont wykonany został w latach 1967-1973. Od lat 80. XX w. zaadaptowano posiadłość na Dom Pomocy Społecznej.
Piętrowy pałac ma trzy narożne wieże, a każda z nich jest na planie spłaszczonego ośmioboku, na osi dwóch fasad wyższe ryzality. We wnętrzach pałacu zachowały się niewielkie fragmenty dawnego wyposażenia. Budowla posiada bogate detale architektoniczne m.in. sterczyny w kształcie wieżyczek, krenelaże i łuki. 
W otoczeniu zadbany park, niszczejące zabudowania folwarczne i dawna gorzelnia.